# Mairie d'Hellemmes (metrostation)
Het metrostation Mairie d'Hellemmes is een station van metrolijn 1 van de metro van Rijsel, gelegen in de deelgemeente Hellemmes-Lille. Het bevindt zich in het centrum van de gelijknamige plaats, nabij het park van het stadhuis en de kerk Saint-Denis.
Vanaf dit station kan men overstappen op de buslijn 44 van Fort de Mons naar Villeneuve d'Ascq - Hôtel de Ville.